# Shuhei Otsuki
Shuhei Otsuki (大槻 周平, Otsuki Shuhei) est un footballeur japonais né le 26 mai 1989 à Kyoto. Il évolue au poste d'attaquant.

## Palmarès
- Champion du Japon de D2 en 2014 avec le Shonan Bellmare
- Vice-champion du Japon de D2 en 2012 avec le Shonan Bellmare